# Мфомва
Мфо́мва (англ. Mphomwa) — вища традиційна громада у складі дистрикту Касунгу Центрального регіону Малаві.
Населення — 23022 особи (2018).